# Витязь Петро Олександрович
Петро Олександрович Витязь (нар. 6 серпня 1936, Блудзень) — білоруський науковець у галузі розробки нових матеріалів, технологій та машинобудування; доктор технічних наук з 1983 року, професор з 1986 року;
академік Національної академії наук Білорусі з 1994 року (член-кореспондент з 1989 року).

## Біографія
Народився 6 серпня 1936 в селі Блудзені Пружанського повіту Поліського воєводства Польської Республіки (нині село Першомайська Березівського району Берестейської області Білорусі). 1960 року закінчив Білоруський лісотехнічний інститут імені Сергія Кірова.
З 1961 року — старший інженер, головний інженер, старший науковий співробітник, завідувач сектору лабораторії порошкової металургії Білоруського політехнічного інституту. З 1970 року — старший викладач цього ж закладу та водночас керівник відділу фізико-хімічних досліджень Науково-дослідного інституту порошкової металургії. У 1970 році захистив кандидатську дисертацію на тему «Дослідження фосфідів нікелю та можливостей їх використання для легування металокераміки на залізній основі».
З 1977 року працював на посаді заступника директора Науково-дослідного інституту порошкової металургії Білоруського політехнічного інституту; з 1980 року — перший заступник генерального директора Білоруського республіканського науково-виробничого об'єднання порошкової металургії та одночасно керівник філії кафедри Білоруського політехнічного інституту. 1983 року захистив докторську дисертацію на тему «Теоретичні та практичні основи створення ефективних спечених проникних матеріалів та їх впровадження у народне господарство».
З 1992 року — директор Науково-дослідного інституту порошкової металургії виробничого концерну порошкової металургії та одночасно керівник філії кафедри порошкової металургії та технології матеріалів Білоруської державної політехнічної академії; з 1997 року — віце-президент, з 2002 року — перший віце-президент НАН Білорусі; з 2004 року — перший заступник Голови Президії НАН Білорусі. З січня 2012 року — керівник апарату Національної академії наук Білорусі.

## Наукова діяльність
Працює у галузі розробки теоретичних та практичних основ створення пористих порошкових матеріалів на основі металевих та керамічних порошків та неорганічних волокон:
- нових матеріалів з використанням механічного легування та плазмохімічного синтезу;
- конструкційної та функціональної кераміки з підвищеною в'язкістю руйнування;
- термодинамічного моделювання процесів плазмових потоків частинок металів та технологій зміцнення та відновлення деталей методами газотермічного нанесення покриттів.

Під його керівництвом та за його особистою участю розроблено понад 60 нових технологій та матеріалів, за якими освоєно дослідне та промислове виробництво виробів для сільськогосподарського машинобудування, автомобілебудування, верстатобудування та спеціальної техніки. Автор близько 1 000 наукових праць, у тому числі понад 200 винаходів, понад 40 монографій. Серед робіт:
- Пористые порошковые материалы и изделия из них. Минск: Вышэйшая школа, 1987 (у співавторстві з В. М. Капцевичем, В. К. Шелегом)(рос.);
- Механически легированные сплавы на основе алюминия и меди. Минск: Беларуская навука, 1998 (у співавторстві з Ф. Г. Ловшенком, Г. Ф. Ловшенком)(рос.);
- Структура и свойства конструкционной керамики на основе сиалонов. Минск: Технопринт, 2002 (у співавторстві з О. С. Голубцовою, Б. А. Камдіним, Х.-Й. Рітцхаунт-Кляйселом)(рос.);
- Синтез и применение сверхтвердых материалов. Минск: Белорусская наука, 2005 (у співавторстві з В. Д. Грицуком, В. Т. Сенють)(рос.);
- Основы нанесения износостойких, коррозионно-стойких и теплозащитных покрытий. Минск, 2006 (у співавторстві з А. Ф. Іллющенком, А. І. Шевцовим)(рос.);
- Материаловедение. Минск: ИВЦ Минфина, 2008 (у співавторстві)(рос.).

Під його керівництвом  захищено понад 35 докторських та кандидатських дисертацій.

## Громадська діяльність
Член американського товариства матеріалів (ASM), Голова товариства дружби «Білорусь — Фінляндія», голова та співголова міжнародних конференцій та семінарів, керівник низки міжнародних проектів, член Президії Вищої атестаційної комісії Республіки Білорусь, член Ради з координації фундаментальних досліджень НАН Білорусі, заступник Голови Міжвідомчого науково-технічної ради Міністерства промисловості Республіки Білорусь, член Координаційної ради технічних вузів Республіки Білорусь, член Науково-технічної ради з Державної програми розвитку порошкової металургії в Республіці Білорусь та багатьох інших спеціалізованих вчених рад НАН Білорусі, університетів, міністерств.

## Відзнаки
ордена і медалі
- орден Дружби народів (1986);
- ордени Вітчизни ІІІ (2001) і ІІ (2009) ступеня;
- медалі ВДНГ СРСР (1964, 1979, 1982);
- медаль «За доблесну працю» (1970);
- медаль Франциска Скорини (1996);
- медаль «За внесок у створення Євразійського економічного союзу» ІІІ ступеня Вищої Євразійської економічної ради (2015);

премії
- державна премія БРСР в галузі науки і техніки (1980; за розробку та впровадження в народне господарство нових пористих матеріалів та виробів на основі металевих порошків);
- премія Ради Міністрів СРСР (1987; за розробку та впровадження нових порошкових матеріалів та виробів);
- премії НАН Білорусі та Сибірського відділення РАН імені академіка Валентина Коптюга (2002; за цикл робіт «Фізична мезомеханіка та нові уявлення про контактну руйнацію градієнтних матеріалів; розробка технологій поверхневої інженерії матеріалів конструкцій»);
- премії академій наук України, Білорусі та Молдови (2007; за цикл робіт «Нові процеси отримання полікристалічних надтвердих матеріалів, виробництво та застосування інструментів із них»).

інше
- заслужений діяч науки БРСР з 1991 року;
- грамота Національних зборів Республіки Білорусь (2007; за досягнення у реалізації соціальної політики Республіки Білорусь та багаторічну плідну науково-педагогічну діяльність);
- «знак Корольова» Федерального космічного агентства Російської Федерації (2010; за особистий внесок у реалізацію космічних програм та проектів)[5].